# Nathan Peavy
Nathan Peavy (* 31. März 1985 in Dayton, Ohio) ist ein US-amerikanischer Basketballtrainer und ehemaliger -spieler.

## Werdegang
Sein Vater Terry war ebenfalls Basketballspieler, er spielte für die Universität von Pittsburgh und wurde 1979 im NBA-Draftverfahren von den Cleveland Cavaliers ausgewählt. Seine Mutter Nila, die aus Puerto Rico stammt, war als Schwimmerin Mitglied der puerto-ricanischen Nationalmannschaft bei den Panamerikanischen Spiele.
Der 2,03 m große und 100 kg schwere Power Forward spielte vier Jahre lang für die Miami Ohio Red Hawks, wo er in seiner letzten Saison auf 14,1 Punkte und 6,3 Rebounds pro Spiel kam. Zur Saison 2007/08 wechselte er zum deutschen Bundesligisten Paderborn Baskets. Nach drei Jahren bei den Artland Dragons wechselte Peavy im Sommer 2012 innerhalb der Bundesliga und unterschrieb einen Vertrag bei Alba Berlin. Allerdings zog er sich schon im September 2012 vor Saisonbeginn einen Kreuzbandriss zu und konnte in dieser Saison nicht eingesetzt werden. Insgesamt kam er auf 170 Bundesligaspiele.
In den Sommermonaten spielte er im Heimatland seiner Mutter für die Vaqueros de Bayamón, mit denen er 2009 Meister wurde. Zudem trat er international für die Nationalmannschaft Puerto Ricos an und war Teilnehmer der Basketball-Weltmeisterschaft 2010 in der Türkei.
Im März 2014 musste er sich einer zweiten Knieoperation unterziehen. Nach jahrelanger Pause, die die Kniebeschwerden notwendig gemacht hatte, spielte Peavy 2017 wieder Basketball im Leistungsbereich. Er verstärkte die Mannschaft Cariduros de Fajardo in Puerto Rico.
Peavy wurde 2017 Assistenztrainer bei den Salt Lake City Stars in der NBA-G-League. In diesem Amt arbeitete er mit Martin Schiller zusammen. 2020 stieg Peavy nach Schillers Abschied zu Salt Lake Citys Cheftrainer auf und übte das Amt bis 2022 aus. Im Spieljahr 2022/23 gehörte er als Assistenztrainer zum Stab des Ligakonkurrenten Capitanes de Ciudad de México. In Puerto Rico wurde Peavy 2023 Cheftrainer der Cangrejeros de Santurce.